# The Karaoke Collection
The Karaoke Collection un EP digitale della cantante statunitense Christina Perri, pubblicato il 10 maggio 2011 dall'etichetta discografica Atlantic Records. L'EP contiene sei versioni strumentali delle sue canzoni incluse nel suo album di debutto lovestrong., pubblicato lo stesso giorno.

## Tracce
1. Jar of Hearts – 4:06
2. Arms – 4:21
3. The Lonely – 3:55
4. Penguin – 4:39
5. Bluebird – 3:48
6. Tragedy – 4:39